# Bisztynek (gmina)
Bisztynek est une gmina mixte du powiat de Bartoszyce (district), dans la voïvodie de Varmie-Mazurie (région), dans le nord de la Pologne. Son siège est la ville de Bisztynek, qui se situe environ 22 km au sud de Bartoszyce et 41 km au nord-est de la capitale régionale Olsztyn.
La gmina couvre une superficie de 203,55 km2 pour une population de 6 749 habitants.

## Géographie
Outre la ville de Bisztynek, la gmina inclut les villages de Biegonity, Bisztynek-Kolonia, Dąbrowa, Grzęda, Janowiec, Kokoszewo, Krzewina, Księżno, Łabławki, Lądek, Łędławki, Mołdyty, Niski Młyn, Nisko, Nowa Wieś Reszelska, Paluzy, Pleśnik, Pleśno, Prosity, Sątopy, Sułowo, Swędrówka, Troksy, Troszkowo, Unikowo, Warmiany, Winiec, Wojkowo et Wozławki.
La gmina borde les gminy de Bartoszyce, Jeziorany, Kiwity, Kolno, Korsze et Reszel.